# Ramipril
El ramipril, vendido bajo la marca Altace entre otros. Es un medicamento que se usa para tratar la presión arterial alta, la insuficiencia cardíaca y la enfermedad renal diabética . También se usa para prevenir enfermedades cardiovasculares en personas con alto riesgo. Es un tratamiento inicial razonable para la presión arterial alta. Se toma por vía oral.
Los efectos secundarios más frecuentes son dolores de cabeza, mareos, sensación de cansancio y tos. Los efectos secundarios graves pueden ser problemas hepáticos, angioedema, problemas renales y aumento del potasio en sangre. No se recomienda su uso durante el embarazo y la lactancia Es un inhibidor de la ECA y funciona al disminuir la actividad del sistema renina-angiotensina-aldosterona .
El ramipril se patentó en 1981 y se aprobó para uso médico en 1989. Está disponible como medicamento genérico. Un suministro para un mes en el Reino Unido le cuesta al NHS menos de £1 a partir de 2020. En los Estados Unidos, el costo al por mayor de esta cantidad es de alrededor de US$2. En 2017, fue el 134º medicamento más recetado en los Estados Unidos, con más de cinco millones de recetas.